# Kostrywka
Kostrywka – dawny zaścianek i leśniczówka. Tereny, na których były położone, leżą obecnie na Białorusi, w obwodzie witebskim, w rejonie brasławskim, w sielsowiecie Achremowce.

## Historia
W czasach zaborów w gminie Brasław, w powiecie nowoaleksandrowskim, w guberni wileńskiej Imperium Rosyjskiego.
W latach 1921–1939 zaścianek i leśniczówka leżała w Polsce, w województwie nowogródzkim (od 1926 w województwie wileńskim), w powiecie brasławskim), w gminie Brasław.
Według Powszechnego Spisu Ludności z 1921 roku zamieszkiwało:
- zaścianek – 21 osób, wszystkie były wyznania rzymskokatolickiego i zadeklarowały białoruską przynależność narodową. Były tu 4 budynki mieszkalne[5]. W 1931 w 4 domach zamieszkiwało 26 osób[9].
- leśniczówkę – 8 osób, wszystkie były wyznania rzymskokatolickiego i zadeklarowały białoruską przynależność narodową. Był tu 1 budynek mieszkalny[5]. W 1931 w 1 domu zamieszkiwało 8 osób[10].

Zaścianek i leśniczówka należała do parafii rzymskokatolickiej w Dalekiem. W 1933 podlegała pod Sąd Grodzki w Brasławiu i Okręgowy w Wilnie; właściwy urząd pocztowy mieścił się w Brasławiu.